# Maria Pilar Barceló Obregón
Maria Pilar Barceló Obregón (Barcelona?, 1963) és una nedadora catalana, ja retirada.
Membre del Club Natació Barcelona, s'especialitzà en proves de mig fons i fons. Es proclamà campiona de Catalunya en cinc ocasions entre 1979 i 1981, dos en 400 m i tres en 800 m lliures. També guanyà el Gran Premi de Pascua de 1978 i la 52a edició de la Travessia al Port de Barcelona de 1979.

## Palmarès
- 1 Campionat de Catalunya en 400 m lliures: 1980
- 2 Campionats de Catalunya en 800 m lliures: 1980 i 1981
- 1 Campionat de Catalunya d'hivern en 400 m lliures: 1979
- 1 Campionat de Catalunya d'hivern en 800 m lliures: 1979